# Boy van de Beek
Boy van de Beek (Nijmegen, 15 november 1993) is een Nederlands voetballer die bij voorkeur als aanvallende middenvelder speelt. 

## Carrière
Van de Beek werd toegelaten in de jeugdopleiding van N.E.C. en verliet deze in 2011 voor een kans in het eerste van eersteklasser VV Germania, waar zijn broer, doelman Bart van de Beek, eerder al speelde. In zijn eerste seizoen werd hij gelijk verkozen tot speler van het seizoen en na de zomer van 2012 werd hij verenigd met zijn broer. In 2014 verliet hij Germania aanvankelijk voor een kans in de hoofdklasse, bij VV Alverna, maar die club degradeerde dat seizoen, terwijl de Van de Beeks met Germania juist promoveerden. Na nog een jaar in de eerste klasse ging hij in 2015 naar eerstedivisionist Achilles '29. Op 7 augustus debuteerde hij met een basisplaats tegen Jong Ajax. Na de wedstrijd tegen Fortuna Sittard (2-4 winst) werd hij gepasseerd ten faveure van Kürşad Sürmeli. Tegen FC Oss viel hij na een uur spelen in en gaf hij vijf minuten voor tijd de assist op Hielke Penterman die met het enige doelpunt van de wedstrijd het doelpunt in Groesbeeks voordeel besliste. In het seizoen 2016/17 degradeerde hij met Achilles '29 uit de Eerste divisie. Na een nieuwe degradatie uit de Tweede divisie ging hij naar dorpsgenoot De Treffers die op hetzelfde niveau speelt en waar hij aanvoerder werd. Vanaf het seizoen 2021/22 speelt Van de Beek voor SV Spakenburg. Medio 2023 keerde hij terug naar Groesbeek bij VV Germania in de Vierde klasse.

## Statistieken
| Seizoen                   | Club           | Land           | Competitie     | Competitie | Competitie | Beker | Beker | Totaal | Totaal |
| Seizoen                   | Club           | Land           | Competitie     | Wed.       | Dlp.       | Wed.  | Dlp.  | Wed.   | Dlp.   |
| ------------------------- | -------------- | -------------- | -------------- | ---------- | ---------- | ----- | ----- | ------ | ------ |
| 2015/16                   | Achilles '29   | Nederland      | Eerste divisie | 31         | 3          | 3     | 0     | 34     | 3      |
| 2016/17                   | Achilles '29   | Nederland      | Eerste divisie | 35         | 4          | 1     | 0     | 36     | 4      |
| Carrièretotaal            | Carrièretotaal | Carrièretotaal | Carrièretotaal | 66         | 7          | 4     | 0     | 70     | 7      |
| Bijgewerkt op 26 mei 2017 |                |                |                |            |            |       |       |        |        |